# Pärltapakul
Pärltapakul (Acropternis orthonyx) är en fågel i familjen tapakuler inom ordningen tättingar.

## Utseende och läte
Pärltapakulen är i motsats till typiska medlemmar av familjen en stor och spektakulärt tecknad tapakul. Kroppen är mestadels svart, översållad med lysande vita prickar. Ansiktet och övergumpen är bjärt roströda. Bakklon är långa och dolkformade. Könen är lika. Lätet är en högljudd fallande vissling.

## Utbredning och systematik
Pärltapakul placeras som enda art i släktet Acropternis. Den delas in i två underarter:
- Acropternis orthonyx orthonyx – förekommer i centrala och östra Anderna (Colombia och nordvästra Venezuela)
- Acropternis orthonyx infuscatus - förekommer i Anderna i östra Ecuador och nordvästra Peru söder om Amazonas)

## Levnadssätt
Pärltapakulen hittas i tät undervegetation och bambustånd i bergsskogar på mellan 2300 och 2500 meters höjd. Där lever den på eller nära marken och använder sin långa bakklo för att krafsa fram insekter. Arten är rätt skygg och svår att få syn på.

## Status
Arten har ett stort utbredningsområde och beståndet anses stabilt. Internationella naturvårdsunionen IUCN listar den därför som livskraftig (LC).